# Asklepiades z Tragilos
Asklepiades z Tragilos, (gr. Ἀσκληπιάδης) – grecki krytyk literacki i mitograf z IV wieku p.n.e., uczeń Izokratesa.
Jego dzieła nie zachowały się, ale wiadomo, że napisał Tragoduomena (Τραγῳδούμενα, „Tematy tragedii”), w którym analizował sposób przedstawiania mitów w greckiej tragedii. Tragoduomena bywa uznawane za pierwsze systematyczne opracowanie mitograficzne. Asklepiades streszczał fabuły mitów dramatyzowanych w tragediach, a także podawał ich szczegóły i warianty. Jest jednym z autorów Fragmentów historyków greckich, a dwa razy jest cytowany w dziele tradycyjnie przypisywanym Apollodorowi z Aten.
Glosa do frazy Wergiliusza Idaeis cyparissis („cyprysy Idy”) wspomina, że Asklepiades zachował celtycką wersję mitu o Kyparissosie, w której postać ta – jako Kyparissa – była córką celtyckiego króla Boreasza.